# Woodland (Kalifornia)
Woodland (wym. [ˈwʊˌdlænd]) – miasto w Stanach Zjednoczonych, w stanie Kalifornia, w hrabstwie Yolo, siedziba władz hrabstwa.
Według spisu ludności przeprowadzonego przez United States Census Bureau w roku 2010, w Woodland mieszka 55 468 mieszkańców.

## Miasta partnerskie
- La Piedad, Meksyk